# Кръст
 Тази статия е за геометричната фигура.  За други значения вижте Кръст (пояснение).  
Кръст е геометрична фигура, съставена от 2 пресичащи се линии, често под прав ъгъл (90°). Поне 1 от линиите трябва да се разделя на 2. Линиите обикновено се разполагат вертикално и хоризонтално.
Кръстът е един от най-древните символи на човечеството, използван в много религии, но най-вече в християнството. Вертикалната линия символизира божественото, а хоризонталната – земното.

## Кръст в християнството
Кръстът е предмет на религиозно почитание в повечето християнски вероизповедания. Кръстът е пряко свързан с мъченическата смърт на Иисус Христос. Разпъването на кръст е било разпространено средство на наказание в древния Рим. Макар тогава кръстът да е бил символ на смъртта, в християнството той се превръща в символ на живота.
Християнският кръст има доста вариации. Латинската дума „crux“ означава „дърво, бесилка или други дървени оръдия за екзекуция“. Съответният глагол „cruciare“ означава „измъчвам, мъча“.

## Графични изображения
|  | Древноегипетски кръст |   |  | |   |  | |
|  | Гръцки кръст – двете отсечки са равни и се пресичат по средата, свързва се със Слънцето и смяната на годишните времена. Разпространен е в Америка до идването на Колумб. |   |  | |   |  | |
|  | Латински кръст – именно той е най-вече символ на християнството. Допреди това е символ на бога на Слънцето – Аполон, сина на Зевс.                                       |   |  | |   |  | |
|  | Келтски кръст – освен самия кръст, има и изобразен кръг. Символизира слънце, въздух, вода и земя в едно. Появява се в Ирландия около VIII век.                           |   |  | |   |  | |
|  | Византийски кръст | – |  | Православен кръст – използван предимно в руската православна църква, освен хоризонтална и вертикална отсечка, има още две. Горната символизира надписа с името на Иисус Христос, а долната – опората за краката му. | – |  | Малтийски кръст – знак на рицарския орден на хоспиталиерите-иоанити, основан през XII век в Палестина. Понякога се нарича кръст на Свети Йоан Йерусалимски или Георгиевски кръст. Символ на рицарите на Малтийския орден станал бял осмоъгълен кръст, чиито осем краища символизират осемтте блаженства, очакващи праведника в задгробния живот |

## Учения, които отричат символиката на кръста
- Катарство
- Богомили